# Тарасов, Владимир Ильич
Влади́мир Ильи́ч Тара́сов (род. 7 февраля 1939, Москва) — советский и российский режиссёр мультипликационных фильмов, художник. Член КПСС с 1965 г. Заслуженный деятель искусств РСФСР (1989).

## Биография
В 1965—1970 гг. учился в Московском Полиграфическом институте. На киностудии «Союзмультфильм» работал с 1957 г.: сначала в графических цехах, затем художником-мультипликатором, художником-постановщиком (в группах режиссёров В. Бордзиловского, М. Ботова и В. Дегтярева), затем, с 1973 г. — режиссёром.
В. Тарасов — один из немногих советских мультипликаторов, постоянно разрабатывавших научно-фантастическую тематику в своих фильмах: «Контакт» (1978; премии на фестивалях в Италии и во Франции), «Тир» (1979), экранизация трагической повести Кира Булычёва «Перевал» (1988).
Член АСИФА.

## Награды на фестивалях
Мультфильмы Владимира Тарасова были отмечены призами на кинофестивалях:
- «Ковбои в городе» — Приз МФАК в Загребе, 1974;
- «Вперёд, время!» — Приз ФИПРЕСИ на МКФ в Лейпциге, 1978;
- «Контакт»:
  - «Гран-при» XVIII МКФ научно-фантастических фильмов в Триесте (Италия), 1979;
  - Приз VIII МКФ короткометражных и документальных фильмов в Лилле (Франция), 1979 г.
- «Возвращение» — Почётный диплом — 14 Всесоюзный кинофестиваль (Вильнюс, 1981)
- «Пуговица» — Диплом по разделу мультфильмов — 16 Всесоюзный кинофестиваль (Ленинград, 1983).[3]

## Фильмография

### Режиссёр
- 1971 — Старая фотография
- 1972 — С днём рождения
- 1973 — Спасибо
- 1973 — Ковбои в городе
- 1975 — Маяковский смеётся (мультипликационные вставки)
- 1976 — Зеркало времени
- 1976 — Стадион шиворот-навыворот
- 1977 — Вперёд, время!
- 1978 — Контакт
- 1979 — Тир
- 1980 — Возвращение
- 1982 — Пуговица
- 1983 — Юбилей
- 1985 — Контракт
- 1988 — Перевал
- 1989 — Счастливый старт
- 1990 — Приключения медвежонка Садко
- 1991 — Подводные береты
- 1991 — Жираф-шериф
- 1992 — Непобедимые тойстеры (Затерянные в Тойбирии)
- 1993 — Ну, погоди! (выпуск 17)
- 1994 — Ну, погоди! (выпуск 18)
- 1994 — Новые русские
- 2008 — Как друзья Хому лечили

### Ассистент
- 1960 — Королевские зайцы
- 1961 — Дорогая копейка
- 1961 — Муравьишка-хвастунишка
- 1961 — Стрекоза и муравей
- 1962 — Чудесный сад
- 1962 — Зелёный змий
- 1968 — Русалочка
- 1969 — Десять лет спустя

### Художник-мультипликатор
- 1961 — Муравьишка-хвастунишка

### Художник-постановщик
- 1968 — Орлёнок
- 1969 — Снегурка
- 1970 — Обезьяна с острова Саругасима
- 1970 — Опасные искры (по заказу ГУПО)[4]
- 1971 — Три банана

## Мультипликационные вставки в игровых фильмах
- 1962 — Путешествие в апрель
- 1972 — Точка, точка, запятая…
- 1976 — Маяковский смеётся, или Клоп-75
- 1984 — Семь стихий